# Evciler, Mudanya
Evciler là một xã thuộc quận Mudanya, tỉnh Bursa, Thổ Nhĩ Kỳ. Dân số thời điểm năm 2011 là 347 người.